# Протистояння Борг-Коннорс
Протистояння Борг-Коннорс - протистояння між двома тенісистами - шведом Бйорном Боргом та американцем Джиммі Коннорсом, які провели між собою 23 матчі.
Гравці вісім разів зустрічалися на ТВШ, і за цим показником Борг лідирує 5-3. При чому чотири переможні матчі Борга прийшлися на Вімблдонські турніри 1977, 1978, 1979 і 1981 років, а перемоги Коннорса - на Відкритий чемпіонат США 1975, 1976 і 1978 років. Єдина перемога Борга на US Open випала на останню зустріч між ними у 1981 році, незадовго до завершення кар'єри.
У 1982-1983 роках тенісисти провели між собою сім виставкових матчів, у шести із них переміг Коннорс.

## Статистика

### Борг-Коннорс (15–8)
| Legend           |
| Великий шолом    |
| Підсумковий      |
| Кубок Девіса     |
| Світовий Тур ATP |

| No. | Рік  | Турнір          | Покриття | Раунд | Переможець    | Рахунок                  |
| --- | ---- | --------------- | -------- | ----- | ------------- | ------------------------ |
| 1   | 1973 | Стокгольм       | Хард     | ПФ    | Борг          | 6–4, 3–6, 7–6(7–2)       |
| 2   | 1974 | Індіанаполіс    | ґрунт    | Ф     | Коннорс       | 5–7, 6–3, 6–4            |
| 3   | 1975 | US Open         | ґрунт    | ПФ    | Jimmy Connors | 7–5, 7–5, 7–5            |
| 4   | 1975 | Стокгольм       | хард     | ПФ    | Коннорс       | 6–2, 7–6(7–2)            |
| 5   | 1976 | Філадельфія     | Килим    | Ф     | Коннорс       | 7–6(7–5), 6–4, 6–0       |
| 6   | 1976 | Палм Спрінгс    | хард     | ПФ    | Коннорс       | 6–4, 6–1                 |
| 7   | 1976 | US Open         | ґрунт    | Ф     | Коннорс       | 6–4, 3–6, 7–6(11–9), 6–4 |
| 8   | 1977 | Бока Ратон      | ґрунт    | Ф     | Борг          | 6–4, 5–7, 6–3            |
| 9   | 1977 | Вімблдон        | трава    | Ф     | Борг          | 3–6, 6–2, 6–1, 5–7, 6–4  |
| 10  | 1977 | Підсумковий     | килим    | Ф     | Коннорс       | 6–4, 1–6, 6–4            |
| 11  | 1978 | Бока Ратон      | ґрунт    | Ф     | Борг          | 7–6(7–1), 3–6, 6–1       |
| 12  | 1978 | Вімблдон        | трава    | Ф     | Борг          | 6–2, 6–2, 6–3            |
| 13  | 1978 | US Open         | хард     | Ф     | Коннорс       | 6–4, 6–2, 6–2            |
| 14  | 1979 | Бока Ратон      | ґрунт    | Ф     | Борг          | 6–2, 6–3                 |
| 15  | 1979 | Лас-Вегас       | хард     | Ф     | Борг          | 6–3, 6–2                 |
| 16  | 1979 | Вімблдон        | трава    | ПФ    | Борг          | 6–2, 6–3, 6–2            |
| 17  | 1979 | Токіо           | килим    | Ф     | Борг          | 6–2, 6–2                 |
| 18  | 1979 | Чемпіонат світу | килим    | Ф     | Борг          | 6–4, 6–2, 2–6, 6–4       |
| 19  | 1979 | Підсумковий     | килим    | ГР    | Борг          | 3–6, 6–3, 7–6(7–4)       |
| 20  | 1980 | Чемпіонат світу | килим    | ГР    | Борг          | 6–3, 6–1                 |
| 21  | 1980 | Підсумковий     | килим    | ПФ    | Борг          | 6–4, 6–7(4–7), 6–3       |
| 22  | 1981 | Вімблдон        | трава    | ПФ    | Борг          | 0–6, 4–6, 6–3, 6–0, 6–4  |
| 23  | 1981 | US Open         | хард     | ПФ    | Борг          | 6–2, 7–5, 6–4            |